# Ігнац Гавранек
Ігнац Віктор Гавранек (чеськ. Ignaz Wiktor Hawranek; 15 листопада 1812, Рихнов, Богемське королівство — 9 вересня 1888, Брно, там само) — лікар-фармацевт, доктор медицини і хірургії, магістр акушерства й офтальмології. Член Товариства лікарів у Львові. Професор.

## Біографія
Народився 1812 у Рихнові (за іншими даними 1824 у Градець-Краловому).
У 1837 році закінчив медичний факультет Віденського університету. У період з 1851 по 1874 — професор, завідувач кафедри загальної патології та судової медицини Львівського університету. Викладав фізіологію, курс з очних хвороб. У період з 1875 по 1880 також викладав фармакогнозію для студентів фармацевтичного відділення на посаді доцента філософського факультету.
Окрім праці в університеті, мав широку приватну практику у Львові як окуліст.
З 1880 року працював у Вищій реальній школі м. Брно. Тут викладав аналітичну хімію.
Помер 1888 у Брно.
До сфери наукових інтересів входили загальна і спеціальна фізіологія, загальна патологія, фармакогнозія.